# Eu Não Matei Joana d'Arc
"Eu Não Matei Joana D'Arc" é uma canção composta por Gustavo Mullem e Marcelo Nova, gravada nos Estúdios SIGLA e Intersom, ambos em São Paulo, no primeiro semestre de 1985, e lançada como single em 1985 pela gravadora RGE, e, também, como parte do álbum Batalhões de Estranhos, pela mesma gravadora em julho de 1985. Nesta música, o grupo dá ares de ficção e jornalismo popular à história da mártir francesa.

## Faixas
Faixas dadas pelo Discogs.
| Lado A |                                      |                               |         |  |
| N.º    | Título                               | Compositor(es)                | Duração |  |
| 1.     | "Eu Não Matei Joana D'Arc"           | Gustavo Mullem / Marcelo Nova | 3:44    |  |
| 2.     | "Eu Não Matei Joana D'Arc (Karaoke)" | Gustavo Mullem / Marcelo Nova | 3:44    |  |

| Lado B         |                         |                                |         |  |
| N.º            | Título                  | Compositor(es)                 | Duração |  |
| 1.             | "Bete Morreu"           | Marcelo Nova / Robério Santana | 1:47    |  |
| 2.             | "Bete Morreu (Karaoke)" | Marcelo Nova / Robério Santana | 1:47    |  |
| Duração total: | Duração total:          | Duração total:                 | 11:02   |  |